# Казахская лексикография
Лексикография — раздел языкознания, занимающийся теорией и практикой составления словарей. Казахская лексикография — лексикография казахского языка.

## История
Начало казахская лексикография берёт в II половине XVIII века. Так, например, первым русско-казахским словарем стал Русско-казахский рукописный словарь 1774 года.
Вопросы лексикографии казахского языка разрабатывались в трудах советских учёных К. К. Жубанова, Н. Т. Сауранбаева, С. А. Аманжолова, Ж. Д. Доскараева, С. К. Конесбаева, М. Б. Балакаева, Г. Г. Мусабаева, Х. Х. Махмудова, А. И. Искакова, Ш. Ш. Сарыбаева и прочих.
В Казахстане изданы различные толковые, переводные, учебные, научно-технические словари: «Русско-казахский словарь» (1954), «Орфографический словарь» (1963), «Словарь языка Абая» (1968), «Русско-казахский терминологический словарь. Экономика, философия» (1962), «Казахско-русский словарь» (2001) и другие.